# Haruhisa Hasegawa
Haruhisa Hasegawa (Prefettura di Hyōgo, 14 aprile 1957) è un ex calciatore giapponese, di ruolo attaccante.

## Statistiche

### Presenze e reti nei club
| Stagione | Squadra       | Campionato | Campionato | Campionato |
| Stagione | Squadra       | Comp       | Pres       | Reti       |
| -------- | ------------- | ---------- | ---------- | ---------- |
| 1980     | Yanmar Diesel | JSL1       | 14         | ?          |
| 1981     | Yanmar Diesel | JSL1       | ?          | ?          |
| 1982     | Yanmar Diesel | JSL1       | ?          | 10         |
| 1983     | Yanmar Diesel | JSL1       | ?          | 7          |
| 1984     | Yanmar Diesel | JSL1       | ?          | ?          |
| 1985-86  | Yanmar Diesel | JSL1       | ?          | ?          |
| 1986-87  | Yanmar Diesel | JSL1       | ?          | ?          |
|          | Totale        |            | 75         | 24         |